# Parchi nazionali della Francia

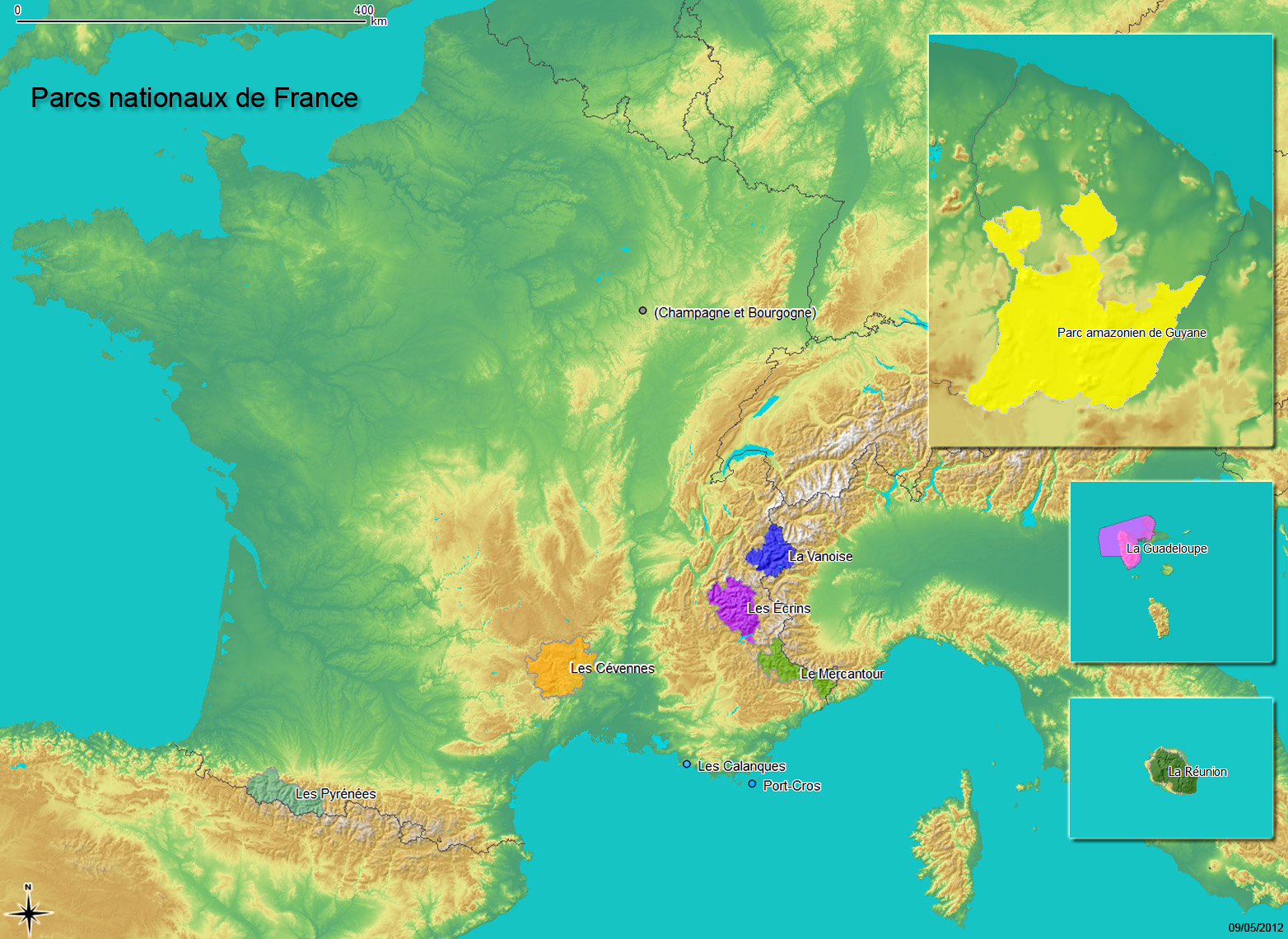
Collocazione dei parchi nazionali francesi

La Francia enumera nel 2020 undici parchi nazionali, ciascuno amministrato da un ente pubblico a carattere amministrativo, coordinato dal 2006 da un nuovo ente pubblico nazionale: Parcs Nationaux de France. Sette di questi si trovano nella Francia metropolitana, mentre i restanti tre sono nella Francia d'oltremare.

## Lista dei parchi nazionali francesi secondo la data di invenzione
| Denominazione                          | Data creazione   | Regione/i                               |
| Parco nazionale della Vanoise          | 6 luglio 1963    | Rodano-Alpi                             |
| Parco nazionale di Port-Cros           | 14 dicembre 1963 | Provenza-Alpi-Costa Azzurra             |
| Parco nazionale dei Pirenei            | 23 marzo 1967    | Midi-Pirenei Aquitania                  |
| Parco nazionale delle Cevenne          | 2 settembre 1970 | Linguadoca-Rossiglione Rodano-Alpi      |
| Parco nazionale degli Écrins           | 27 marzo 1973    | Rodano-Alpi Provenza-Alpi-Costa Azzurra |
| Parco nazionale del Mercantour         | 18 agosto 1979   | Provenza-Alpi-Costa Azzurra             |
| Parco nazionale della Guadalupa        | 20 febbraio 1989 | Guadalupa                               |
| Parco amazzonico della Guyana francese | 27 febbraio 2007 | Guyana francese                         |
| Parco nazionale della Riunione         | 5 marzo 2007     | Riunione                                |
| Parco nazionale dei Calanchi           | 18 aprile 2012   | Provenza-Alpi-Costa Azzurra             |
| Parco nazionale delle Forêts           | 8 novembre 2019  | Borgogna-Franca Contea Grand Est        |

## Uso dei parchi
Secondo una ricerca sui Parchi nazionali ASTERS (studio sull'utilizzo nell'estate del 2000 e del 2001), il numero delle visite eseguite a piedi è stato di:
- 750.000 per il Parco nazionale des Écrins (Isère, Alte Alpi)
- 427.000 per il Parco nazionale del Mercantour (Alpi Marittime)
- 366.000 per il Parco nazionale della Vanoise (Savoia).